# Det periodiske systems historie
Det periodiske system er en tabelarrangering af grundstofferne, ordnet efter deres atomnumre (antal protoner), elektronkonfigurationer og gennemgående kemiske egenskaber. I sin grundlæggende form bliver grundstofferne rangeret med stigende atomnummer i læseretningen. Rækker og kolonner bliver herefter ved at starte nye rækker og indsætte blanke celler, således at rækker (perioder) og kolonner (grupper) vise elementer med lignende egenskaber. Eksempelvis er alle grundstoffer i 18. gruppe (8. hovedgruppe) ædelgasser, der er stort set ikke reagerer med andre.
Det periodiske systems historie afspejler over to århundredes udvikling i forståelsen af grundstoffernes kemiske og fysiske egenskaber, hvor en række videnskabsfolk har bidraget heriblandt Antoine-Laurent de Lavoisier, Johann Wolfgang Döbereiner, John Newlands, Julius Lothar Meyer, Dmitri Mendeleev og Glenn T. Seaborg.

## Tidlige historie
en række grundstoffer har været kendt siden antikken, disse tæller carbon, svovl, jern, kobber, sølv, tin, guld, kviksølv og bly, da de findes i fri form, og er relativt simple at udvide med primitivt værktøj. Omkring 330 f.v.t. foreslog den græske filosof Aristoteles at alt var skabt af en eller flere rødder, der var en ide der oprindeligt var blevet foreslået af den sicilienske filosof Empedokles. De fire rødder blev senere omdøbt til elementer af Platon til jord, vand, luft og ild. Lignende ideer om disse fire elementer fandtes også i andre af oldtidens civilisationer, heriblandt indisk filosofi
Da alkymi blev udbredt blev yderligere en række grundstoffer kendt, disse tæller zink, arsen, antimon og bismut.

## Første inddelinger
Det periodiske systems historie afspejler opdagelsen af grundstoffer. Den første navngivne person, der opdagede et nyt grundstof var Hennig Brand, der var en konkursramt tysk købmand. Brand forsøgte at fremstille de vises sten - et mytisk objetk der skulle være i stand til at gøre andre metal guld. I 1669 (eller senere) resulterede hans eksperimenter med destillering af menneskelig urin i fremstillingen af en glødende hvid substans, som han kaldt for "kold ild" (kaltes Feuer). Han holdt sin opdagelse hemmelig indtil 1680, hvor den anglo-irske kemiker Robert Boyle genopdagede fosfor og udgav sin opdagelse. Opdagelsen af fosfor igangsatte spørgsmålet om, hvad der adskilte et element fra en substans.
I 1661 definerede Boyle et grundstof som "de primitive og simple elementer, som de blandede elementer består af, og til hvilket de i sidste ende bliver opløst til."
I 1789 skrev den franske kemiker Antoine Lavoisier Traité Élémentaire de Chimie, som bliver betragtet som den første moderne lærebog om kemi. Lavoisier definerede et element som en substans, hvis mindste enheder ikke kunne nedbrydes til mindre substans. Lavoisiers bog indeholdt en liste over "simple substanser" som Lavoisier mente ikke kunne nedbrydes yderligere, hvilket inkluderede oxygen, nitrogen, hydrogen, fosfor, kviksølv, zink og svovl, hvilket dannede grundlag for den moderne over grundstoffer. Lavoisiers liste inkluderede også 'lys' og 'caloric', som man på dette tidspunkt mente var et materielt stof. Hans klassificerede disse substanser som metaller og ikke-metaller. Mens mange ledende kemikere nægtede at tro på Lavoisiers nye teori, så blev hans værk udbredt blandt den yngre generation. Lavoisiers beskrivelse af grundstoffer mangler dog fuldstændig, da han kun klassificerede dem som metaller og ikke-metaller.
I 1808–10 publiceredes den britiske naturfilosof John Dalton en metode til at komme frem til en midlertidig atomvægt for de grundstoffer der var kendt på hans tid, fra støkiometriske målinger og rimelige slutninger. Daltons atomteori blev brugt af mange kemikere i 1810'erne og 1820'erne.
I 1815 opdagede den britiske læge og kemiker William Prout at atomvægten på grundstoffer syntes at være et multiplum af hydrogen.
I 1817 begyndte den tyske fysiker Johann Wolfgang Döbereiner at formulere en af de tidligste eksempler på at klassificere grundstofferne. I 1829 fandt han ud af at han kunne opsætte nogle af grundstofferne i gruppe af tre, hvor grundstofferne hver gruppe havde lignende egenskaber. Han gav disse grupper navnet triader.
Definitionen af Triad-loven er: "Kemisk analoge grundstoffer arrangeret i en stigende rækkefølge efter deres atomvægt dannede veldefinerede grupper fra tre kaldet Triader hvor atomvægten af det midterste grundstof generelt er den aritmetiske gennemsnit af atomvægten af de to andre grundstoffer i triaden."
1. Chlor, brom og iod
2. Calcium, strontium og barium
3. Svovl, selen og tellur
4. Lithium, natrium og kalium

I 1860 blev en opdateret liste over grundstoffer og atommasser præsenteret ved en konference i Karlsruhe. Det hjalp med at skabe et mere omfattende system. Det første system kom 2 år senere.